# Les Masies (Vilaverd)
Les Masies són un conjunt de cases de Vilaverd (la Conca de Barberà) inclosa a l'Inventari del Patrimoni Arquitectònic de Catalunya.

## Descripció
Conjunt de sis cases aproximadament. La disposició d'aquestes trenca la tradicional disposició urbana del centre de la vila, i se situa a banda i banda d'un dels rieranys provinents de la Serra de Prades. Per l'estructura de les cases se suposa que eren unitats de producció agrícola i ramadera o centres d'aprofitament dels recursos hidràulics (molins).

## Història
Durant l'Edat Mitjana la població de Vilaverd va estar concentrada en el nucli vell de la vila. Aquest comprendria el recinte format pels carrers de la Costeta, la carretera, l'Abeurador, la Vila fins al rentador públic, carrer de la Vall i la Plaça de l'Església. Aquest recinte estava emmurallat. L'eixamplament de la vila es va produir a inicis del segle xv, malgrat que la població no va experimentar cap creixement. Aquest eixamplament va rebre el nom de la Vila Nova de la que hi ha referències escrites de l'any 1414 on se cita les Viles Noves, referint-se al nucli que avui es coneix com les Masies.